# Jesús Anta
Jesús Anta Roca (Valladolid, 2 de marzo de 1955 - Valladolid, 30 de enero de 2025) fue un político, escritor y cronista español.

## Biografía
Jesús Anta Roca nació en Valladolid el 2 de marzo de 1955. Fue trabajador de banca.
En el ámbito político, fue secretario provincial del Partido Comunista de España (PCE) y de Comisiones Obreras (CCOO). Además, fue elegido concejal del Ayuntamiento de Valladolid en las elecciones municipales de 1991, cargo que desempeñó hasta 2003. En 1991 también fue nombrado diputado provincial por Izquierda Unida. En las elecciones municipales de 1999, encabezó la lista de Izquierda Unida para el cargo de alcalde de Valladolid. Para las elecciones municipales de 2023, se presentó en la lista de Valladolid Toma la Palabra.
También fue activista del movimiento vecinal y defensor del patrimonio y espacios naturales de Valladolid. Participó activamente en la asociación vecinal 24 de diciembre del Barrio Belén, así como en la Fundación Segundo Montes.
Especialista en historia y patrimonio local, realizó diversas visitas guiadas en Valladolid. Además colaboró escribiendo artículos para medios locales, como El Día de Valladolid o El Norte de Castilla, y publicó varios libros sobre el tema.
En 2024 publicó Historias y personajes no tan conocidos de Valladolid, libro donde recogió una treintena de semblanzas de personas relevantes de Valladolid, y también Fuentes, pozos y lavaderos de la provincia de Valladolid.
Falleció el 30 de enero de 2025, a los 69 años, en el Hospital Clínico de Valladolid.